# Девет живота
Девет живота је трећи студијски албум српске певачице Александре Пријовић. Издат је 26. јуна 2023. године за A Music. Састоји се од девет песама, а за сваку је направљен посебан музички спот.

## Списак песама
| №               | Назив                    | Трајање |  |
| 1.              | Девет живота             | 4.07    |  |
| 2.              | Дам дам дам              | 2.44    |  |
| 3.              | Плацебо                  | 3.19    |  |
| 4.              | Психо                    | 3.17    |  |
| 5.              | Кућа страве              | 3.34    |  |
| 6.              | Први си почео            | 2.45    |  |
| 7.              | Лудница (и Дејан Костић) | 4.38    |  |
| 8.              | Звер                     | 2.40    |  |
| 9.              | Све по старом            | 3.50    |  |
| Укупно трајање: | Укупно трајање:          | 30.58   |  |